# .hack//SIGN
.hack//SIGN é um anime produzido pela Bandai Vision e pelo estúdio Bee Train em 2002 com 26 episódios e que integra a série original de .hack, mais 3 OVAs Intermezzo, Unison e GIFT (uma paródia entre SIGN e os games de .hack). A série apresenta o design de personagens de Yoshiyuki Sadamoto, conhecido por seu trabalho em Evangelion, e o roteiro de Kazunori Itō, que escreveu o roteiro do primeiro filme Ghost in the Shell. A a trilha sonora foi composta por Yuki Kajiura, marcando sua segunda colaboração com Kōichi Mashimo.
A série foi exibida no Japão pela TV Tokyo entre 3 de abril e 25 de setembro de 2002 e também foi exibida em outras partes da Ásia, América Latina e outras regiões pelo canal de animes Animax, nos Estados Unidos pelo Cartoon Network e no Canadá pela YTV.
.hack//SIGN segue a história de Tsukasa enquanto ele tenta desvendar seu passado, sua identidade e o porquê de não conseguir desconectar do MMORPG The World. A série se desenvolve lentamente e oferece ocasionalmente informações falsas levando a uma confusão plausível até que a verdadeira natureza dos eventos seja revelada no final da série. O desenvolvimento dos personagens também é forte nessa série possuindo poucos personagens previsíveis e cada personagem importante passa por uma grande mudança durante a história.

## Enredo
No ano de 2005, um vírus de computador chamado Pluto's Kiss (Beijo de Plutão) destruiu a internet em todo o mundo limitando severamente o ciberespaço. Dois anos depois, com a internet recuperada, as pessoas passam a participar de um jogo de RPG medieval chamado The World que faz grande sucesso. As aventuras são vividas por volta de 20 milhões de usuários online espalhados pelo mundo inteiro.
A história começa quando um dos personagens, um jovem Wavemaster, chamado Tsukasa, inexplicavelmente não consegue mais se desconectar do jogo. Uma jovem Heavy Blade chamada Mimiru fica sabendo sobre o que está acontecendo com Tsukasa e tenta ajudá-lo. Juntam-se à tarefa outros personagens como Bear, Crim, Subaru, Sora e BT.

## Personagens
- Tsukasa
- Subaru
- Mimiru
- Bear
- Crim
- Sora
- BT
- Aura
- Balmung
- Macha (gato)
- Helba

## Músicas
.Hack//SIGN é muito conhecido por sua trilha sonora composta por Yuki Kajiura de Noir e Aquarian Age. Muitas das músicas de fundo foram cantadas por Emily Bindiger e Yuriko Kaida.
- Tema de Abertura - Obsession - grupo See-Saw
- Tema de Encerramento - Yasashii Yoake - grupo See-Saw